# 和泉照雄
和泉 照雄（いずみ てるお、1921年（大正10年）8月20日 - 1986年（昭和61年）4月28日）は、日本の政治家、国会議員。参議院議員（1期）、鹿児島県議会議員（3期）。公明党に所属した。

## 人物
鹿児島県垂水市出身。1937年に旧制鹿児島県立第二鹿児島中学校（現：鹿児島県立甲南高等学校）卒業。1940年に陸軍士官学校本科（54期）を卒業。陸軍大尉で復員。その後、公職追放となる。
1963年、鹿児島県議会議員に当選し、3期務める（鹿児島市区選出）。3期目の1972年11月に県議会議員を辞職し、第33回衆議院議員総選挙（旧鹿児島県第1区）、第10回参議院議員通常選挙（鹿児島県選挙区）、第34回衆議院議員総選挙（旧鹿児島県第1区）に立候補するが落選。
1977年、第11回参議院議員通常選挙で全国区から立候補し当選。1980年3月24日に参議院決算委員会において北朝鮮による日本人拉致問題に連なるアベック失踪事件について質問。この質疑応答においては北朝鮮という言葉は出なかったが、拉致問題に連なる議題が初めて国会で取り上げられる質問となった。
1983年（昭和58年）任期満了と同時に政界から引退。
1986年（昭和61年）4月28日、死去した。64歳没。同年5月16日、特旨を以て位四級を追陞され、死没日付をもって正七位から正五位勲三等に叙され、旭日中綬章を追贈された。